# Liste der Bodendenkmale in Aken (Elbe)
In der Liste der Bodendenkmale in Aken (Elbe) sind alle Bodendenkmale der Stadt Aken und ihrer Ortsteile aufgelistet. Grundlage ist die Veröffentlichung der Landesdenkmalliste mit Stand vom 25. Februar 2016.  Die Baudenkmale sind in der Liste der Kulturdenkmale in Aken (Elbe) aufgeführt.
| Denkmal-ID | Fundart             | Ortsteil    | Bezeichnung                            | Zeitstellung        | Lage | Bemerkungen | Bild |
| ---------- | ------------------- | ----------- | -------------------------------------- | ------------------- | --- | --- | ---- |
| 428300330  | Grabmal             | Kleinzerbst | Gräberfeld Schwabenheide               | Römische Kaiserzeit | 0,8 km W vom Ort ()                                                                                               | Ausgrabungen seit 1964 |      |
| 428300321  | Befestigung > Burg  | Aken        | Wasserburg „Lorf“                      | Mittelalter         | 0,8 km NW vom Ort Lage                                                                                            | durch Ziegeleibauten verändert, von mittelalterlicher Anlage keine baulichen Reste, nur eines anhand halbkreisförmigen Wassergrabens nachvollziehbar.                                                    |      |
| 428301144  | Grabmal > Grabhügel | Aken        | 3 Grabhügel                            | undatiert           | 1,3 km südwestlich vom Ort, westlich der B187a bei den „Ratsfichten“ zwischen Mennewitzer Weg und Nonnengraben () | Inmitten der Dünenlandschaft gibt es 3 auffällige, runde Erhebungen, bei denen es sich durchaus anhand Form und Größe um Grabhügel handeln könnte, weitere kleine runde Erhebungen sind sichtbar.        |      |
| 428300341  | Befestigung > Burg  | Susigke     | Wasserburg „Thieleberg“                | Mittelalter         | 4,2 km NO von Susigke, 0,3 km S der Elbe (Lage)                                                                   | am Fuß der Motte umlaufender Graben mit Wall, im Norden und westlich der Anlage weitere Gräben und Wälle                                                                                                 |      |
| 428300342  | Befestigung > Wall  | Susigke     | Wasserburg „Schmachtenberg“            | Mittelalter         | 3,5 km NO vom Ort (Lage)                                                                                          | Ausgedehnte Wallanlage mit unterschiedlich gutem Erhaltungszustand. |      |
| 428301145  | Grabmal > Grabhügel | Mennewitz   | Grabhügel                              | undatiert           | östlich vom Zeltplatz ()                                                                                          | Im rigoltem Wäldchen östlich des Zeltplatzes zwei mögliche Grabhügelstellen. |      |
| 428301146  | Befestigung > Wall  | Mennewitz   | Wallanlage                             | undatiert           | östlich vom Zeltplatz ()                                                                                          | ein von West nach Ost verlaufender flacher Wall ca. 0,50–0,75 m hoch und ca. 2,5 m breit, geradlinig mit alten Eichen bestanden. Die Bestimmung dieses flachen, aber gut sichtbaren Walles ist unsicher. |      |
| 428350589  | Grabmal > Grabhügel | Mennewitz   | Grabanlage mit Grabstein (Gedenkstein) | Neuzeit             | 1,5 km östlich von Mennewitz, „Mennewitzer Kirchhof“ ()                                                           | Auf dem „Hainiutenberg“ Gedenkstein von 1809? |      |